# Фог, Ханс
Ханс Мариус Фог (англ. Hans Marius Fogh, 8 марта 1938, Рёдовре, Дания — 14 марта 2014, Торонто, Канада) — датский и канадский яхтсмен, серебряный призёр летних Олимпийских игр в Риме (1960) и бронзовый призёр летних Олимпийских игр в Лос-Анджелесе (1984) .

## Спортивная карьера
Его первым крупным успехом стала победа на чемпионате Европы (1960) на финском острове Сантахамина в классе «Летучий Голландец». Таким образом он вместе со своим напарником Оле Петерсеном отобрались на летние Олимпийские игры в Риме (1960), на которых стали серебряными призёрами.
В течение последующих 16 лет он имел многочисленные победы в классе «Летучий голландец»: золото на чемпионатах мира (1962 и 1973) и первенстве Европы (1976), серебро — на чемпионате Европы (1964) и бронзу на чемпионате мира (1974). Он также занимал четвёртое, шестнадцатое и седьмое места на трех следующих Олимпиадах: в Токио (1964), в Мехико (1968) и в Мюнхене (1972), соответственно.
В 1969 г. при поддержке своего давнего друга Пауля Хендерсона он переехал в канадский Торонто, сменив прежнюю карьеру садовника на парусного мастера. Здесь он основал одну из успешнейших парусных мастерских в мире под знаменами Elvstrom, Fogh и North sails. Его участие в разработке оригинального паруса Лазер и последующего Лазер радиал — только начало его хорошо заметных достижений в спорте.
В 1975 г. получил канадское гражданство, что открыло для него возможность выступления за эту страну на летних Олимпийских играх в Мельбурне (1976), на которых он стал четвёртым. С 1974 г. он начал выступать в классе Солинг, победив на чемпионате мира в Сиднее (1974). В этом классе яхтсмен выиграл три чемпионата Европы (1978, 1982, и 1983), ещё один чемпионат мира (2006), был многократным победителем и призёром первенства Северной Америки. На своих шестых Олимпийских играх в Лос-Анджелесе (1984) выиграл со своим шкотовым Джоном Керром и Стивом Калдером бронзовую медаль.
В 1987 г. стал чемпионом Панамериканских игр в американском Индианаполисе.
Был введен в зал славы канадского спорта, зал славы канадского любительского спорта, зал славы Этобикока и зал славы национальных производителей морской продукции Канады.